# Mute Witness
Mute Witness (Russisch: Немой свидетель) is een Russisch/Amerikaanse thriller/horrorfilm uit 1994 van regisseur Anthony Waller, die tevens het verhaal schreef. De film is een fictioneel verhaal over snuff-films.

## Verhaal
De stomme Billy Hughes (Marina Zudina) werkt als visagiste mee aan het maken van een slasher-film in Moskou, onder regie van haar zwager Andy Clarke (Evan Richards). Als ze op een avond na haar werk even terugloopt om iets op te halen, raakt ze ingesloten in het gebouw van de opnames.
Wanneer Hughes door het gebouw loopt, ziet ze tot haar verrassing in een gedeelte van het gebouw een groepje mensen dat stiekem een pornofilm aan het opnemen is, waar ze geamuseerd vanaf een afstandje naar blijft kijken. Een gemaskerde man heeft seks met een vrijwillig aan het bed geboeide vrouw. De stemming slaat om wanneer de gemaskerde man een mes tevoorschijn haalt en de krijsende vrouw met messteek na messteek om het leven brengt, terwijl de cameraman rustig doorfilmt. Van schrik verraadt Hughes haar aanwezigheid, waarna ze moet vluchten voor de op haar af stormende 'filmcrew'.
Ze weet te ontkomen en haar zus Karen (Fay Ripley) en de politie op de hoogte te brengen van wat ze gezien heeft. Deze garanderen haar na een ontmoeting met de filmers dat ze geen echte moord heeft gezien, maar een filmscène. De vrouw is in realiteit echter wel degelijk doodgestoken. De makers van de snuff-film werken voor een onderwereldfiguur bijgenaamd The Reaper (Alec Guinness). Deze onderhoudt een hele organisatie voor de productie van films met echte moorden erop. Hughes krijgt het steeds moeilijker om te onderscheiden wat echt is en wat niet, wie ze kan vertrouwen en wie niet. Onderwijl willen de zich onder de normale mensen bevindende handlangers van The Reaper haar uit de weg ruimen, omdat ze geloven dat Hughes bewijs heeft van hun daden.

## Rolverdeling
| Acteur              | Personage        |
| ------------------- | ---------------- |
| Alec Guinness       | "The Reaper"     |
| Marina Zudina       | Billy Hughes     |
| Fay Ripley          | Karen Hughes     |
| Oleg Yankovsky      | Larsen           |
| Evan Richards       | Andy Clarke      |
| Igor Volkov         | Arkadi           |
| Sergei Karlenkov    | Lyosha           |
| Nikolai Pastukhov   | congiërge        |
| Valeri Barakhtin    | Mitja            |
| Sascha Buchman      | Alex             |
| Olga Tolstetskaya   | Actrice          |
| Denis Karasyov      | valse politieman |
| Igor Ilyin          | valse politieman |
| Oleg Abramov        |                  |
| Vladimir Salnikov   | assistent labo   |
| Konstantin Sitnikov |                  |
| Norbert Soentgen    |                  |

## Trivia
- Mute Witness zou de laatste film zijn waarin acteur Guinness verschijnt. Het is niet de laatste film die hij opnam, omdat Guinness' aandeel in Mute Witness negen jaar voor de verschijning ervan gefilmd werd.